# 3802 Dornburg
3802 Dornburg је астероид главног астероидног појаса са средњом удаљеношћу од Сунца која износи 2,284 астрономских јединица (АЈ).
Апсолутна магнитуда астероида је 13,7.